# ملا حسن (ماكو)
ملا حسن هي قرية في مقاطعة ماكو، إيران. يقدر عدد سكانها بـ 219 نسمة بحسب إحصاء 2016.